# África do Sul nos Jogos Paralímpicos de Verão de 2012
A África do Sul foi um dos participantes dos Jogos Paralímpicos de Verão de 2012, na cidade de Londres, no Reino Unido.

## Medalhistas
| Atleta          | Esporte | Evento                           | Medalha |
| --------------- | ------- | -------------------------------- | ------- |
| Charles Bouwer  | Natação | 50 metros livre masculino - S13  | Ouro    |
| Natalie du Toit | Natação | 200 metros medley feminino - SM9 | Ouro    |
| Charles Bouwer  | Natação | 100 metros livre masculino - S13 | Prata   |
| Hendri Herbst   | Natação | 100 metros livre masculino - S11 | Bronze  |

## Desempenho

### Natação
Masculino
| Atletas        | Evento                 | Preliminares | Preliminares | Final       | Final       |
| Atletas        | Evento                 | Marca        | Posição      | Marca       | Posição     |
| -------------- | ---------------------- | ------------ | ------------ | ----------- | ----------- |
| Kevin Paul     | 50 metros livre - S10  | 25s49        | 12º          | Não avançou | Não avançou |
| Hendri Herbst  | 50 metros livre - S11  | 27s02 Q      | 3º           | 27s57       | 7º          |
| Charles Bouwer | 50 metros livre - S13  | 24s36 Q      | 4º           | 23s99       |             |
| Hendri Herbst  | 100 metros livre - S11 | 59s64 Q      | 3º           | 59s60       |             |
| Charles Bouwer | 100 metros livre - S13 | 53s28 Q      | 2º           | 52s97       |             |
| Kevin Paul     | 400 metros livre - S10 | 4min19s64 Q  | 8º           | 4min16s46   | 7º          |
| Achmat Hassiem | 400 metros livre - S10 | 4min27s68    | 12º          | Não avançou | Não avançou |
| Hendri Herbst  | 400 metros livre - S11 | 5min08s87 Q  | 8º           | 4min59s51   | 7º          |
| Charles Bouwer | 400 metros livre - S13 | 4min17s74 Q  | 4º           | 4min14s13   | 5º          |

Feminino
| Atletas         | Evento                   | Preliminares | Preliminares | Final       | Final       |
| Atletas         | Evento                   | Marca        | Posição      | Marca       | Posição     |
| --------------- | ------------------------ | ------------ | ------------ | ----------- | ----------- |
| Natalie du Toit | 200 metros medley - SM9  | 2min36s92 Q  | 1º           | 2min34s22   |             |
| Emily Gray      | 200 metros medley - SM9  | 2min54s03    | 11º          | Não avançou | Não avançou |
| Renette Bloem   | 200 metros medley - SM11 | 3min37s13    | 17º          | Não avançou | Não avançou |